# Opisthosyllis longicirrata
Opisthosyllis longicirrata är en ringmaskart som beskrevs av Monro 1939. Opisthosyllis longicirrata ingår i släktet Opisthosyllis och familjen Syllidae. Inga underarter finns listade i Catalogue of Life.